# Alessandro Maffei
Alessandro Ferdinando Maffei (Verona, 3 ottobre 1662 – Monaco di Baviera, 5 gennaio 1730) è stato un generale italiano, al servizio dell'elettore di Baviera.

## Biografia
Nacque a Verona, terzogenito del marchese Giovanni Francesco Maffei e della contessa Silvia Pellegrini; il fratello Francesco Scipione fu letterato e antiquario, mentre Giacomo fu medico alla corte bavarese.
A quattro anni fu battezzato dall'elettore Ferdinando Maria di Wittelsbach e dalla sua consorte Enrichetta Adelaide di Savoia. Quando Enrichetta passò da Verona, fu servita da Maffei padre e richiese di avere il figlio al suo servizio. A nove anni fu inviato alla corte bavarese, come paggio dell'Elettore; qui fu educato e istruito all'uso delle armi insieme al suo coetaneo, il principe Massimiliano Emanuele, di cui rimase amico per il resto della vita. Nel 1680 Massimiliano Emanuele divenne Duca ed Elettore di Baviera; due anni dopo Alessandro fece parte dell'ambasciata inviata a Versailles per congratularsi per la nascita del primogenito del Delfino con l'alleato francese.

### Guerra austro-turca (1683–88)
In conseguenza dello scoppio della Guerra austro-turca (1683–1699), nell'estate del 1683 entrò in un reggimento bavarese: il successivo settembre era alfiere nella battaglia di Vienna, che permise di liberare la città dall'assedio ottomano, e il 27 ottobre alla conquista di Strigonio. Nel 1684 ricevette la promozione a capitano e la nomina a gentiluomo di camera del Principe. Nel 1685 combatté in Ungheria settentrionale, partecipando alla conquista della potente e moderna fortezza di Érsekújvár agli Ottomani. Il 2 settembre 1686 partecipò col grado di maggiore all'assalto delle truppe bavaresi, comandate da Massimiliano Emanuele, che presero la città di Buda: negli scontri fu ferito alla testa.
Nell'inverno 1686–87, Maffei visitò Venezia, dove partecipò al Carnevale insieme al principe Massimiliano Emanuele e al principe Eugenio di Savoia, comandante delle truppe austriache.
La guerra contro gli Ottomani riprese nel marzo 1687, quando le truppe bavaresi effettuarono una campagna in Ungheria meridionale: fermate dai Turchi sul fiume Drava, furono costrette alla ritirata. Il 12 agosto Alessandro partecipò alla notevole vittoria delle armi bavaresi nella battaglia di Mohács. Il 6 settembre 1688 era alla fondamentale vittoria alleata nella conquista di Belgrado.

### Guerra della Grande Alleanza e prigionia (1688–91)
Il 24 settembre, pochi giorni dopo la conquista di Belgrado contro gli Ottomani, l'esercito francese invase il Palatinato, causando l'inizio della guerra della Grande Alleanza (1688–1697): Maffei seguì le truppe bavaresi dirette nella Foresta Nera per difendere l'Alto Reno. Nel corso della guerra Maffei fu promosso tenente colonnello; nel 1689 fu posto al comando di due battaglioni a difesa della fortezza di Bruchsal, che fu investita da una forza francese ben più numerosa: costretto alla resa, il 10 agosto, Maffei fu fatto prigioniero e inviato a Reims.

### Guerra austro-turca e convalescenza (1691–93)
Nel giugno 1691 fu liberato; si recò a Monaco, ma fu subito inviato in Ungheria, presso il suo reggimento (ora comandato dal conte padovano Antonio Zacco) che combatteva con l'esercito imperiale contro i Turchi nella guerra austro-turca. Il 15 agosto giunse a Slankamen, dove confluiscono Tibisco e Danubio: quattro giorni dopo, al comando di un battaglione, prese parte alla schiacciante vittoria nella battaglia di Slankamen. Nell'ottobre 1691 chiese e ottenne la promozione a tenente colonnello dell'esercito imperiale, ma fu gravemente ferito al ginocchio: né a Vienna né a Verona furono in grado di operarlo, e solo quando fu portato a Venezia un medico fu in grado di estrarre il proiettile dal ginocchio, salvandogli la gamba.

### Guerra della Grande Alleanza e pace (1693–1701)
Poté tornare in servizio solo nel 1693, quando si ri-aggregò al reggimento di Zacco, che era stato mandato a Heidelberg per operare sul teatro di guerra della Grande Alleanza. Nel 1693 e 1694 fu impegnato nelle campagne in Alto Reno, Palatinato, e Alsazia, contro le truppe francesi occupanti.
Nel 1695 poté finalmente riunirsi all'amico Massimiliano Emanuele, che dal 1691 combatteva nelle Fiandre in qualità di Governatore generale dei Paesi Bassi spagnoli con gli alleati inglesi e delle Province Unite, contro i Francesi. Quando raggiunse Massimiliano Emanuele, Maffei lo trovò impegnato nell'assedio della cittadella di Namur, insieme a Guglielmo III d'Orange e d'Inghilterra. Il 30 agosto Maffei partecipò all'assalto alla cittadella, e quando si tennero le trattative per la resa, si offrì come ostaggio: fu ricompensato col grado di colonnello. Tornando in Baviera, passò da Ratisbona, dove cercò di farsi curare senza successo le conseguenze della ferita al ginocchio. Qui però conobbe Maria Ursula von Kentzingen, figlia dell'ambasciatore bavarese alla Dieta imperiale permanente, Zündt von Kentzingen, che avrebbe sposato ventidue anni dopo.
Nel 1696, Antonio Zacco passò al soldo veneziano: il 22 giugno, con una solenne cerimonia a Eppingen, Maffei ricevette il comando del reggimento di 1200 uomini in cui aveva fino in quel momento servito. Al comando del suo reggimento, prese il Castello di Ebernburg, nel Palatinato renano.
Il 30 ottobre 1697 fu firmato il trattato di Rijswijk tra Francia e Sacro Romano Impero, che mise fine alle ostilità. Il reggimento di Maffei fu inviato nelle Fiandre, a rimpiazzare le truppe francesi che si ritiravano; Maffei riuscì con difficoltà a controllare un tentativo di rivolta dei suoi uomini, dovuto al ritardo nel pagamento dello stipendio.
La situazione di pace che succedette alla vittoria alleata nella guerra permise a Maffei di partire il 15 agosto 1699 per un tour attraverso l'Europa. Visitò l'Olanda e la Francia, si recò a Torino e poi a Verona, dove visitò la famiglia. Col fratello Scipione andò a Roma, dove si trattenne per quattro mesi assistendo all'apertura della porta santa nel 1700. Andò quindi a Napoli e Genova, studiandone le fortificazioni, e nell'inverno successivo fu a Venezia, dove partecipò al Carnevale e trattò a nome della tesoreria bavarese il pagamento di una fornitura di polvere da sparo.

### Guerra di successione spagnola (1701–14)
Mentre Maffei era in tour, il suo amico Massimiliano Emanuele si schierò dalla parte francese nella contesa sulla successione al trono spagnolo. Informato di una possibilità di guerra, Maffei si mise in viaggio verso Bruxelles, dove si trovava il suo reggimento, ma fu informato che questo era stato aumentato a 2100 effettivi e rischierato a Nabburg, nell'Alto palatinato, dove si recò.
Nell'ottobre 1702, nel corso della guerra di successione spagnola, Maffei conquistò le città di Lauingen e Dillingen, poste a guardia di due ponti sul Danubio, non lontane dall'obiettivo dell'esercito bavarelse, Ulma.
A gennaio 1703 prese Weiden e mosse verso Neumarkt; il 12 febbraio ricevette la promozione a generale di brigata. Il 24 maggio combatté una battaglia presso Krottensee sul Pegnitz, in cui fu sconfitto in inferiorità numerica, mentre cercava di sostenere la fortezza di Rothenberg (presso Norimberga) assediata. Massimiliano Emanuele aveva invaso e conquistato il Tirolo fino al Brennero, ma la regione si era ribellata e Maffei fu incaricato, a luglio, di portare dei rinforzi. Costretti alla ritirata, Maffei riuscì ad aprire un varco per l'esercito del Principe con una vittoria conseguita a Zirl. Il 20 settembre le armi franco-bavaresi ottennero un'importante vittoria su quelle austro-prussiane nella battaglia di Höchstädt. Malgrado il corso della guerra sembrasse passare in favore dei franco-bavaresi, l'occupazione imperiale di Augusta rendeva precaria la posizione di Monaco, e Maffei fu incaricato di riprendere la città con un grosso contingente, cosa che avvenne il 14 dicembre.

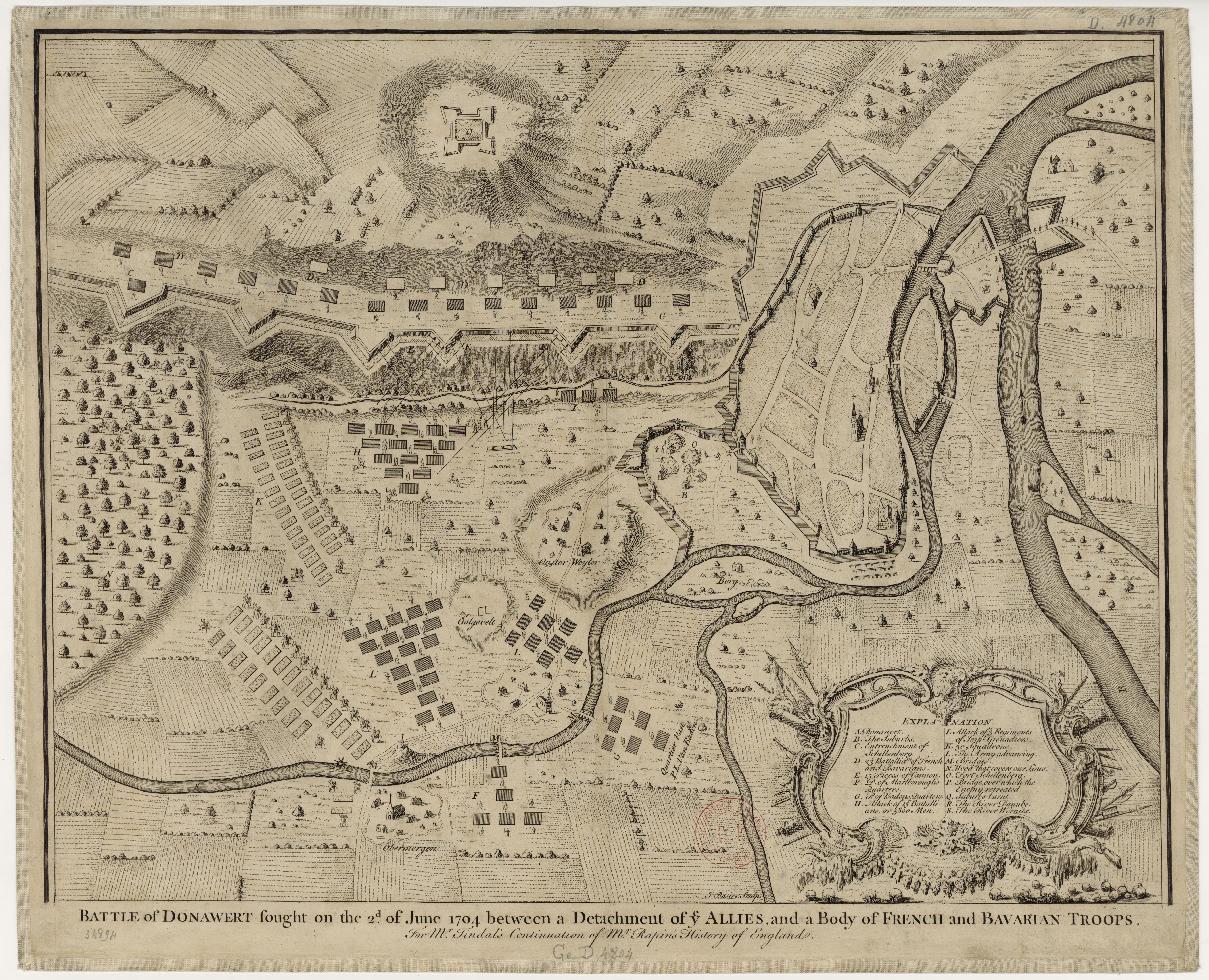
Mappa della battaglia di Schellenberg

Maffei, nominato maresciallo di campo, passò l'inverno a Straubing; qui, il 1º aprile 1704, lo raggiunse il fratello Scipione, che volle fare esperienza diretta della guerra e assistette alle campagne di quell'anno. Tra aprile e maggio, l'esercito bavarese scese il Danubio fino alla Foresta Nera per aggregarsi ai contingenti francesi, fermandosi nei pressi di Lauingen; il Duca di Marlborough, con l'esercito anglo-olandese, si congiunse all'esercito imperiale per minacciare la Baviera. A fine giugno Maffei fortificò Schellenberg presso Donauwörth, rinforzandola con la sua fanteria, ma il 2 luglio subì una cocente sconfitta; a seguito di questa, Maffei fu incaricato della difesa di Monaco. Partecipò alla battaglia di Blenheim, comandando due brigate di fanteria bavarese sotto il Comte d'Arco e fronteggiando i prussiani e i danesi comandati da Eugenio di Savoia. Dopo la sconfitta franco-bavarese, Maffei rimase in Baviera, dove riuscì a ottenere alcuni successi presso Marquartstein e Ingolstadt. Il trattato di Ilbersheim (7 novembre 1704) impose a Maffei di sciogliere il suo reggimento. Fu contattato dalla Repubblica di Venezia, dallo Stato della Chiesa e, successivamente, dal Ducato di Savoia, per assumere il comando dei loro eserciti: Maffei inviò il fratello Scipione a trattare con Venezia, ma senza risultati. A dicembre 1704 Maffei cercò di ottenere dei permessi di viaggio per raggiungere Massimiliano Emanuele a Bruxelles attraversando Svizzera e Francia.

Mappa della battaglia di Ramillies

Maffei lasciò Monaco il 2 marzo 1705 e non poté tornare in servizio prima del marzo 1706, in quanto Massimiliano Emanuele era rimasto con troppe poche truppe per dare un comando a tutti gli ufficiali che aveva. A marzo 1706 Maffei fu promosso maresciallo di campo e fu nominato presidente del Tribunale militare di Mons. Il 23 maggio combatté nella battaglia di Ramillies, agli ordini del Duca de Villeroy, nella divisione di fanteria di d'Artagnan, al comando di due reggimenti della Guardia bavaresi e di uno di Colonia; schierate nel villaggio di Ramillies, le sue truppe furono fra quelle che subirono l'attacco decisivo delle truppe anglo-olandesi, cercando di resistere ferocemente. Dopo lo sfondamento delle linee franco-bavaresi, Maffei tentò un'ultima ma vana resistenza con le sue guardie bavaresi e di Colonia: notando un'ondata di cavalieri in rapido avvicinamento da sud, ricordò in seguito: «Andai verso il più vicino di questi squadroni per istruire il loro ufficiale, ma invece di essere ascoltato [fui] immediatamente circondato e invitato a chiedere quartiere». Fu fatto prigioniero, ma rimase libero sulla sua parola d'onore.
Maffei fu costretto a restare fuori dalla guerra, vivendo presso il governatore di Mons prima e poi, dopo che quella città fu conquistata dagli Alleati nell'autunno 1709, a Namur. Il 1º maggio 1710 Massimiliano Emanuele lo nominò luogotenente generale, ma il titolo era sprovvisto di un valore pratico, considerando il limitato numero di truppe rimaste all'Elettore di Baviera. Nel 1712 la sua prigionia ebbe fine con le trattative di pace.
Mentre Massimiliano Emanuele attendeva di cedere la sua reggenza dei Paesi Bassi spagnoli ai vincitori, il 10 marzo 1713 nominò Maffei governatore di Namur; il 6 marzo 1714, con la pace di Rastatt, i Paesi Bassi furono assegnati agli Austriaci, e nel dicembre dello stesso anno Maffei lasciò Namur per dirigersi a Monaco.

### Guerra austro-turca (1717–19)

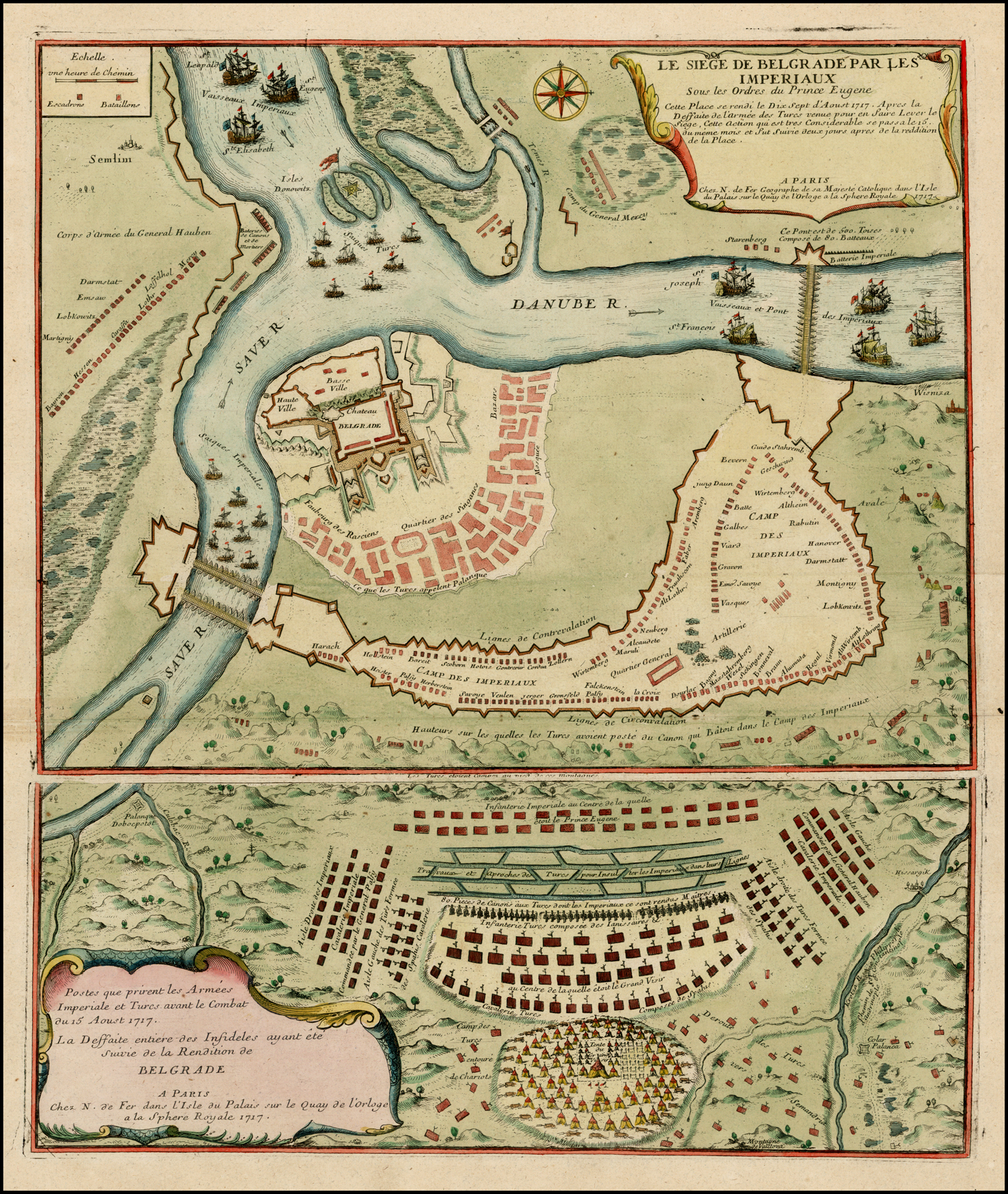
Mappa dell'assedio di Belgrado

Nel 1716 scoppiò la nuova guerra austro-turca, e nel 1717 Massimiliano Emanuele inviò in Ungheria per tre anni un corpo d'armata bavarese a sostegno dell'esercito imperiale. Il comando del corpo d'armata, costituito da 6000 uomini, 100 granatieri, e un reggimento di dragoni, fu affidato a Maffei, che ebbe così il comando più importante della sua carriera. Inizialmente, però, Maffei (che il 13 gennaio di quell'anno aveva sposato a Monaco Maria Ursula von Kentzingen) non poté comandare direttamente le sue truppe, in quanto Massimiliano lo incaricò di scortare i suoi figli Carlo Alberto e Ferdinando Maria, che dovevano osservare le battaglie combattute in Ungheria: i tre si misero in viaggio il 15 maggio, e si recarono alla corte imperiale a Vienna per una visita ufficiale; fu solo il 6 giugno che Maffei e i due principi raggiunsero il quartier generale di Eugenio di Savoia, posto a Futak (presso Petervaradino). Il 9 giugno partirono con l'armata imperiale, che dieci giorni dopo, passato il Danubio, mise sotto assedio Belgrado. Il 18 luglio arrivarono le truppe bavaresi, che stabilirono una posizione fortificata sulla riva sinistra della Sava. Il 29 luglio un esercito ottomano più numeroso attaccò le truppe assedianti, ma il 16 agosto Eugenio conseguì la vittoria decisiva, e Belgrado cadde il 18 agosto. Le truppe bavaresi contribuirono significativamente alla vittoria, e l'imperatore Carlo VI ringraziò Maffei con una lunga lettera.
Dopo aver svernato nell'Ungheria settentrionale, le truppe bavaresi, comandate da un Maffei ora nominato luogotenente maresciallo di campo dell'Impero, tornarono nei pressi di Belgrado. Il 21 luglio 1718, però, la pace di Passarowitz mise fine alla guerra, e nell'aprile 1719 Maffei tornò a capo delle proprie truppe dall'Ungheria alla Bavaria.

### Ultimi anni
Dopo la fine della guerra, si ritirò a Monaco, in un edificio all'interno della residenza del suo amico principe.
Pur non partecipando più ad alcuna campagna, si dedicò al miglioramento dell'esercito bavarese: la sua riorganizzazione ebbe come frutto la stesura e pubblicazione nel 1723 di un regolamento per le esercitazioni della fanteria. Nel 1727 il suo appannaggio fu aumentato dal nuovo principe Carlo Alberto con la concessione del titolo di governatore di Neumarkt an der Rott.
Morì a gennaio 1730 a Monaco, senza figli, assistito dal luogotenente generale Santini. Fu sepolto nel cimitero dei francescani.

## Opere

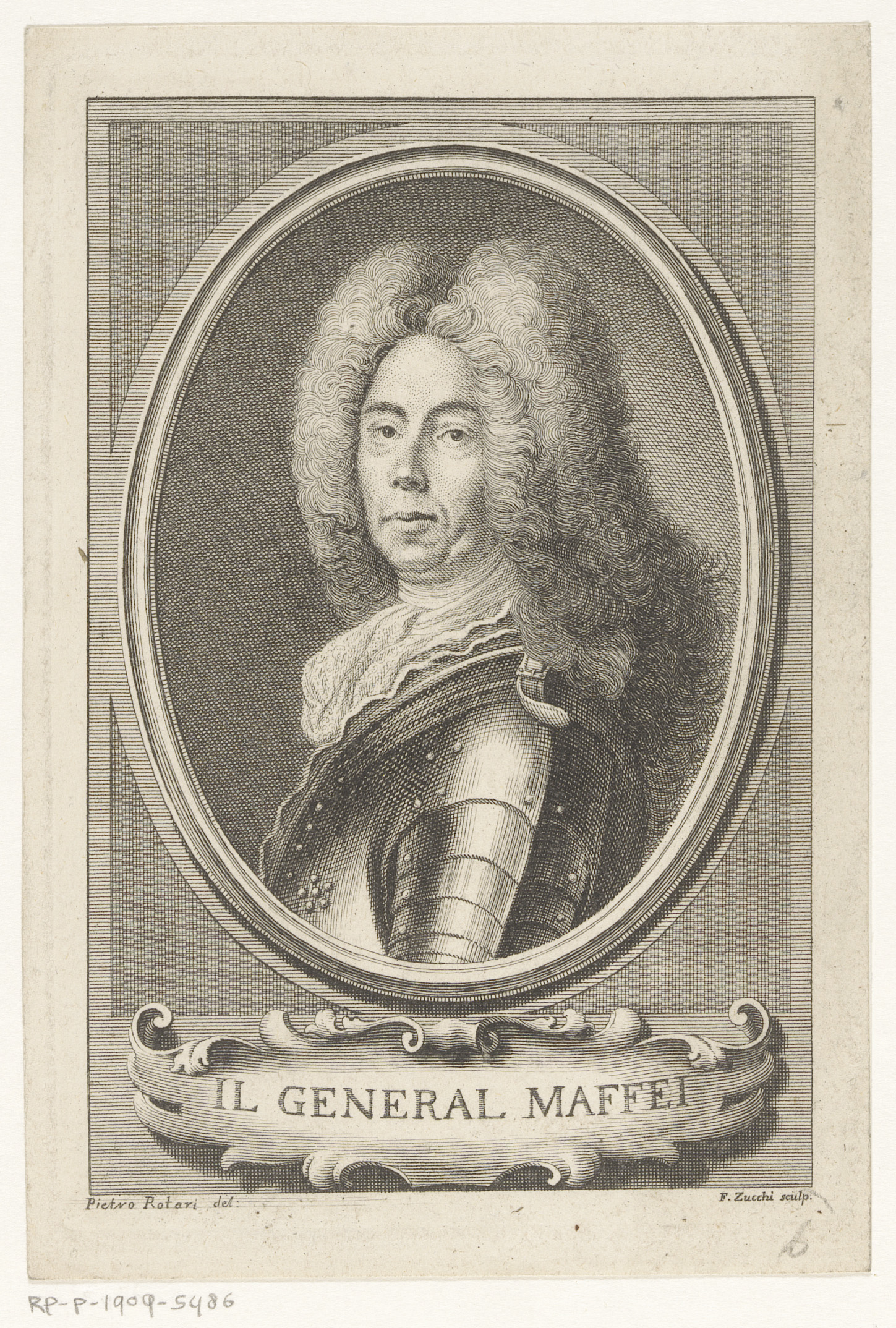
Ritratto di Maffei dall'edizione italiana delle sue Memorie del general Maffei... (1737)

Lasciò delle memorie, consistenti per lo più in ricordi delle sue campagne militari, che sono considerate affidabili per le operazioni della Guerra di successione spagnola e per la battaglia di Belgrado.
Tali memorie andavano dall'inizio della sua carriera militare, nel 1683, fino al 1718, ma la parte fino al 1695 andò perduta dopo la sua morte.
Il fratello Scipione Maffei diede alle stampe i manoscritti rimasti, pubblicati a Verona nel 1737 con il titolo Memorie del general Maffei nelle quali esatta descrizione di molte famose azioni militari de' prossimi tempi viene a comprendersi; lo stesso Scipione curò, nel 1740, l'edizione francese del libro, pubblicata a Le Haye, la cui traduzione avvenne forse per mano di Jean-François Séguier.
Il manoscritto del memoriale è attestato in possesso della famiglia fino al 1870, successivamente è andato perduto.